# Kalevanharju
Kalevanharju est le quartier numéro 18 (finnois : Kaupunginosa XVIII)  de Tampere en Finlande.

## Description
Kalevanharju est bordé au nord par Liisankallio, au nord-est par Kaleva, à l'est par Kalevanrinne, au sud par Hatanpää, à l'ouest par Ratina et au nord-ouest par Tulli.
Kalevanharju abrite le campus central de l'université de Tampere, le 
cimetière de Kalevankangas et le centre de formation pour adultes de Tampere (fi).

## Histoire
Le XVIIIe quartier de Tampere, que l'on appele quartier de Kalevanharju dans les années 1940, est situé sur l'esker Kalevankangas et sur ses flancs ouest et sud-ouest. 
La limite nord du quartier était la route de Messukylä, derrière laquelle se trouvaient la zone douanière, Tammelan vainiot et Kalevanrinne. 
Sa frontière ouest longeait la voie ferrée. Au sud, le XVIIIe s'étendait jusqu'à Viinikanoja, au sud de laquelle se trouvait Viinikka, en construction en 1914-1924. 
Au sud-est, il était bordé par la banlieue de Järvensivu près du lac Iidesjärvi la ligne de séparation  passait au sud du cimetière de Kalevankangas.
La partie orientale du 18e arrondissement était occupée par le cimetière de Kalevankangas, ouvert en 1880. La superficie totale du cimetière entourée d'un mur de briques rouges était de 15,5 hectares. En 1913, une chapelle funéraire Art Nouveau est construite à côté du cimetière.
Dans la zone sud et sud-ouest de Kalevanharju, entre Tehdaskatu et Viinikanoja, il y avait plusieurs petites usines industrielles: l'usine de bière de Tampere, fondée en 1922, l'usine de carton de Tampere, qui a commencé ses activités en 1923. L'usine de boissons gazeuses d'Osuusliike Voima était située à Tehdaskatu 15 à partir de 1924.
En 1920-1940, il y a très peu d'habitants dans le XVIIIe quartier: la population de Kalevanharju varie entre 100 et 200. Et une grande proportion de ces résidents étaient des patients des hôpitaux généraux.

## Galerie

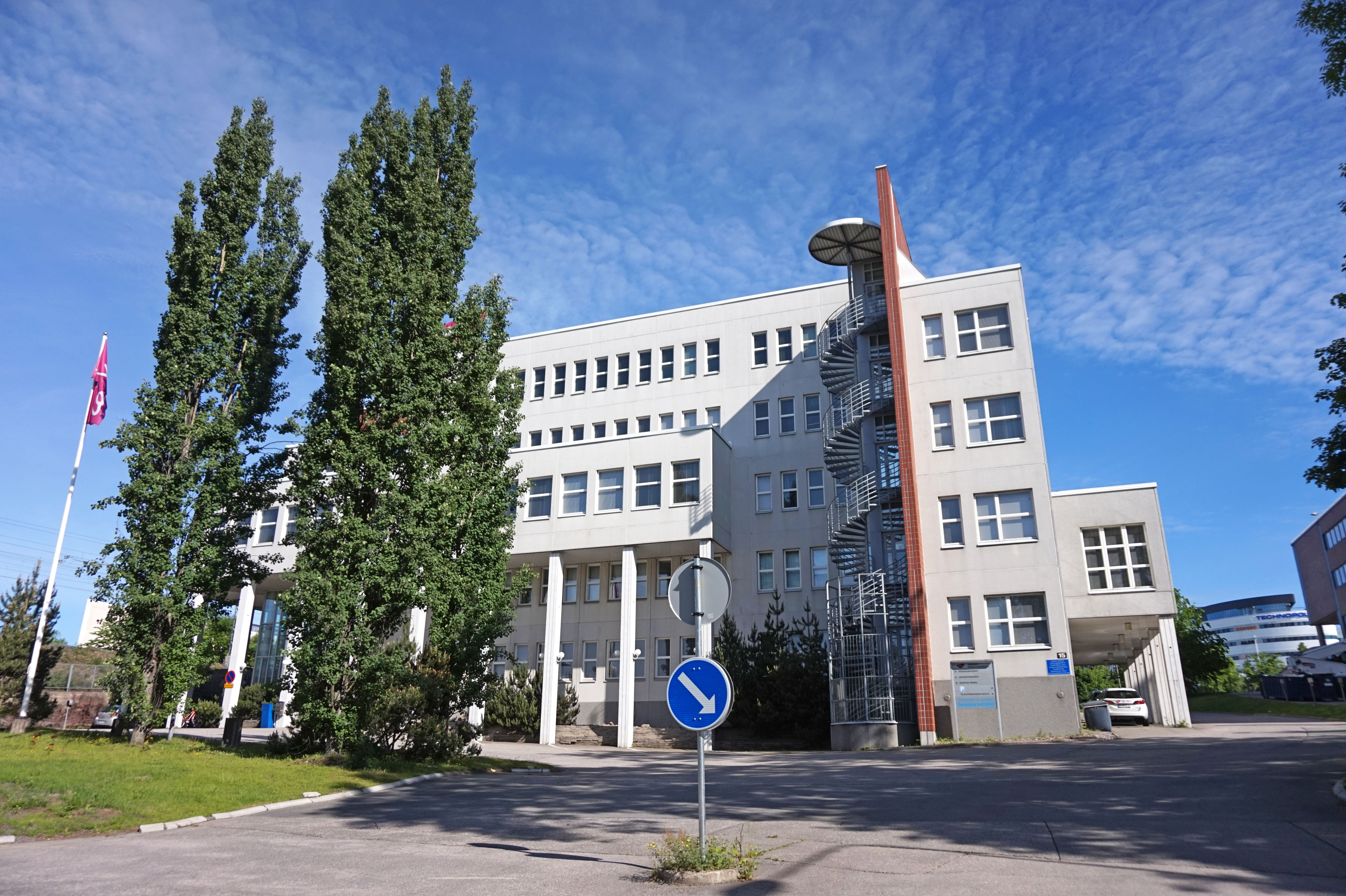
Centre de formation des adultes.
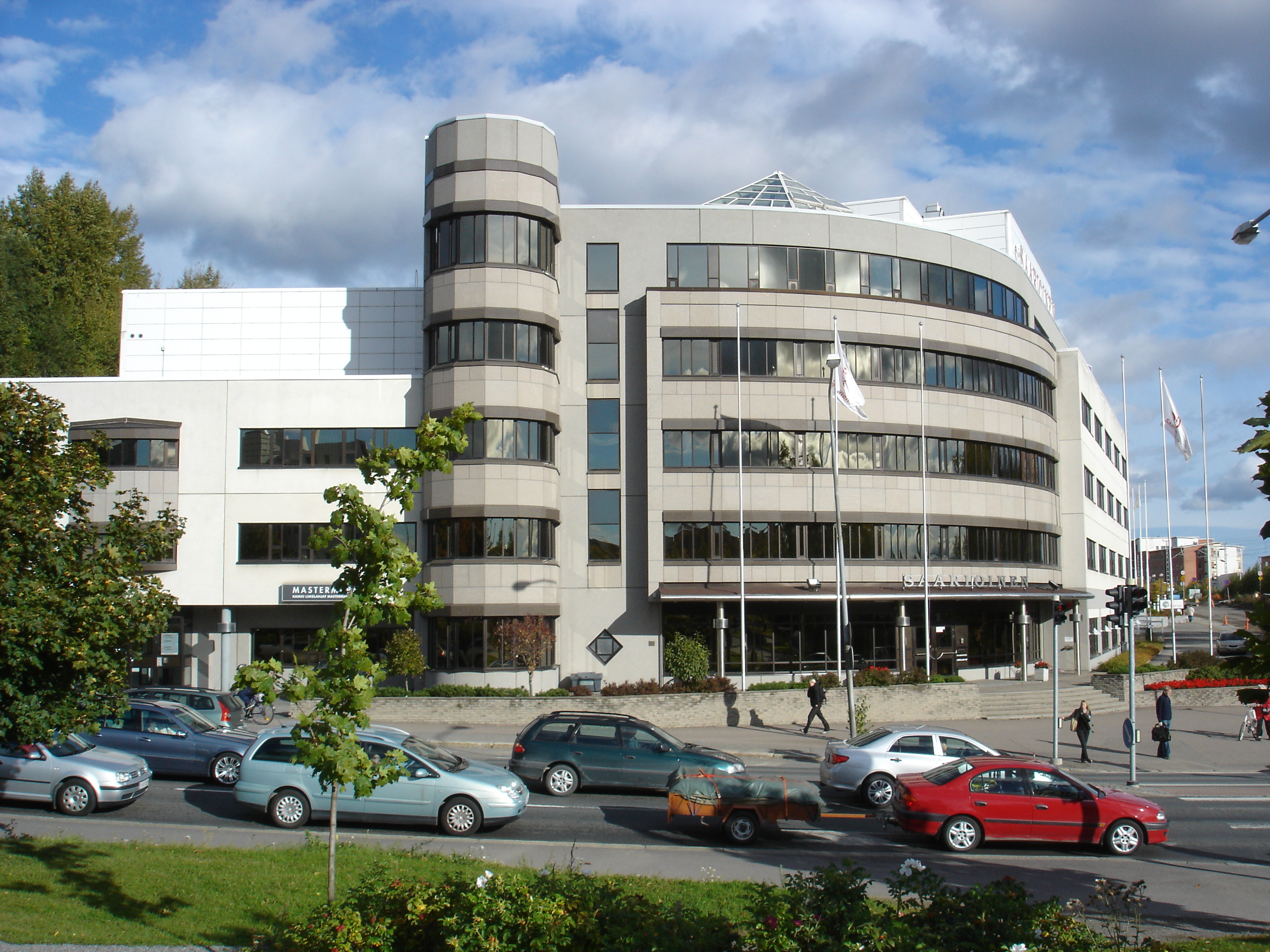
Siege de Saarioinen.
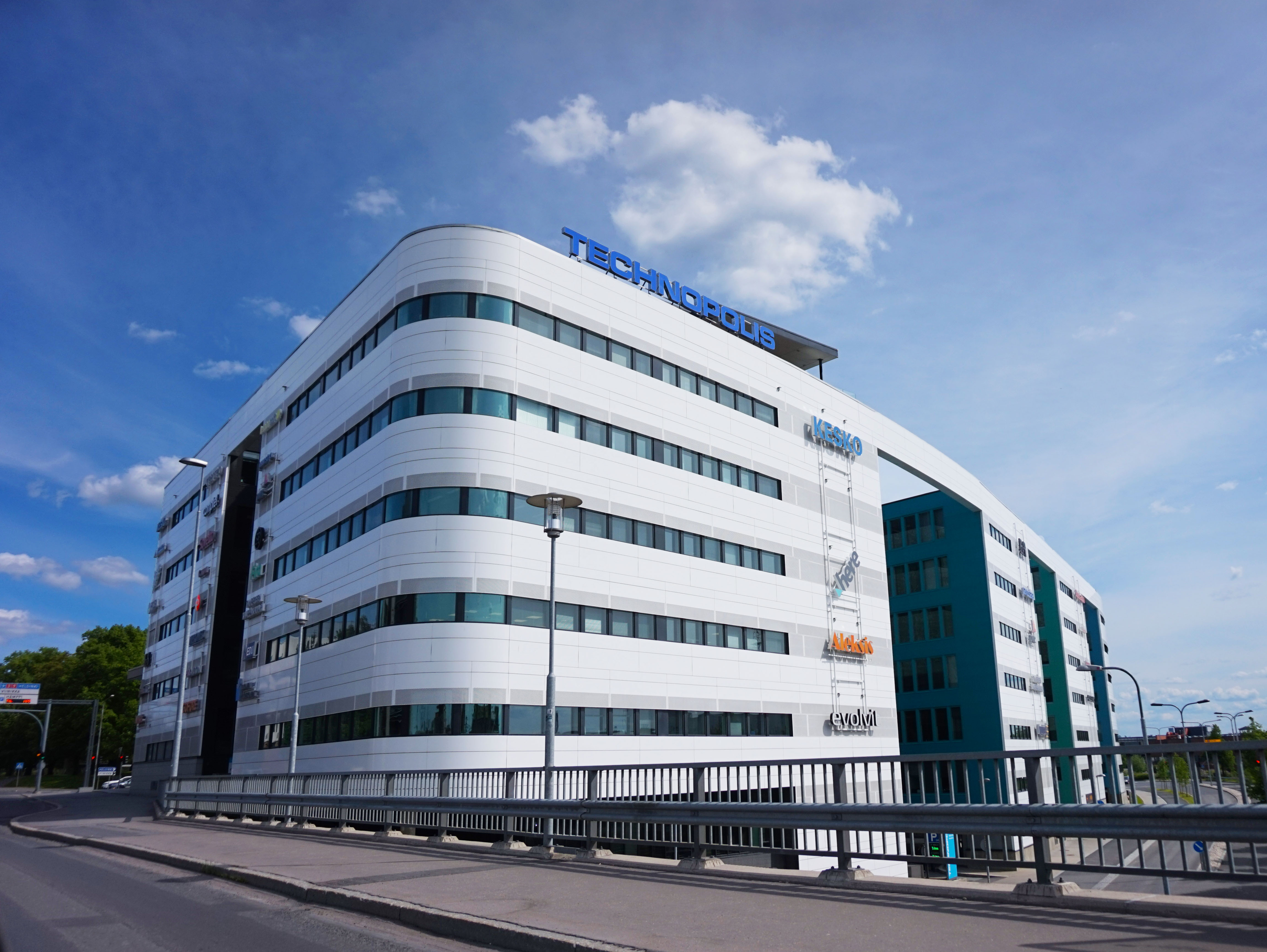
Technopolis d'Yliopistonrinne.
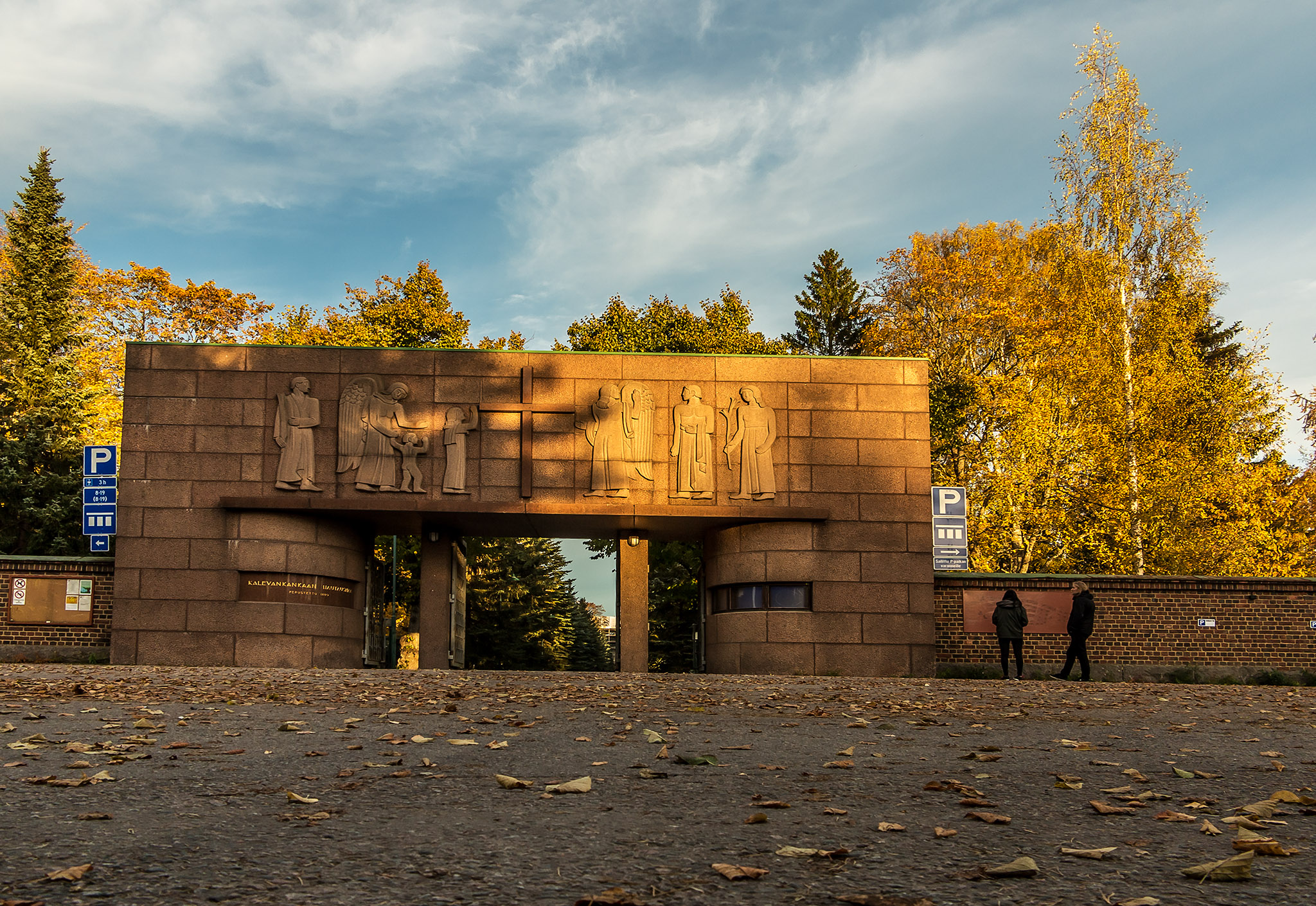
Cimetière de Kalevankangas
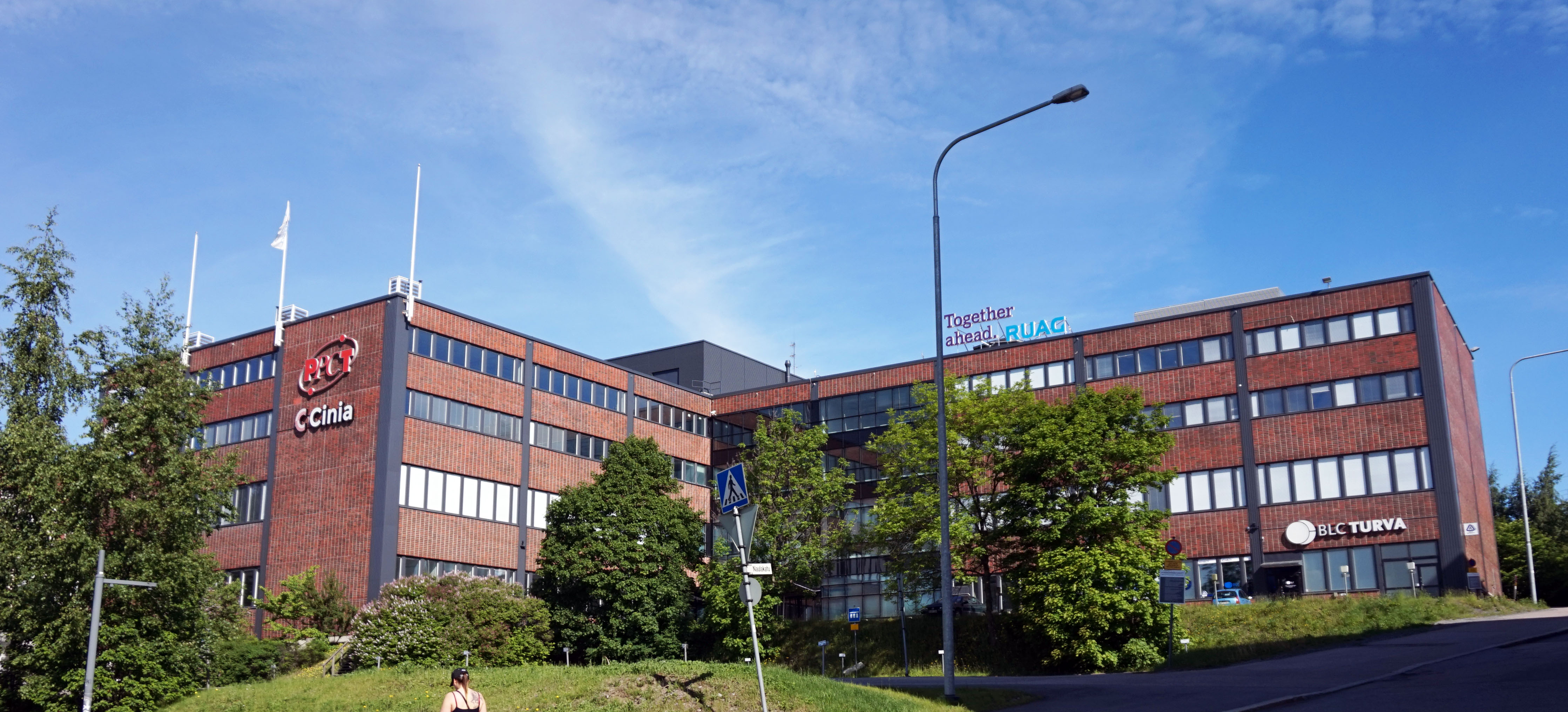
3, rue Naulakatu.
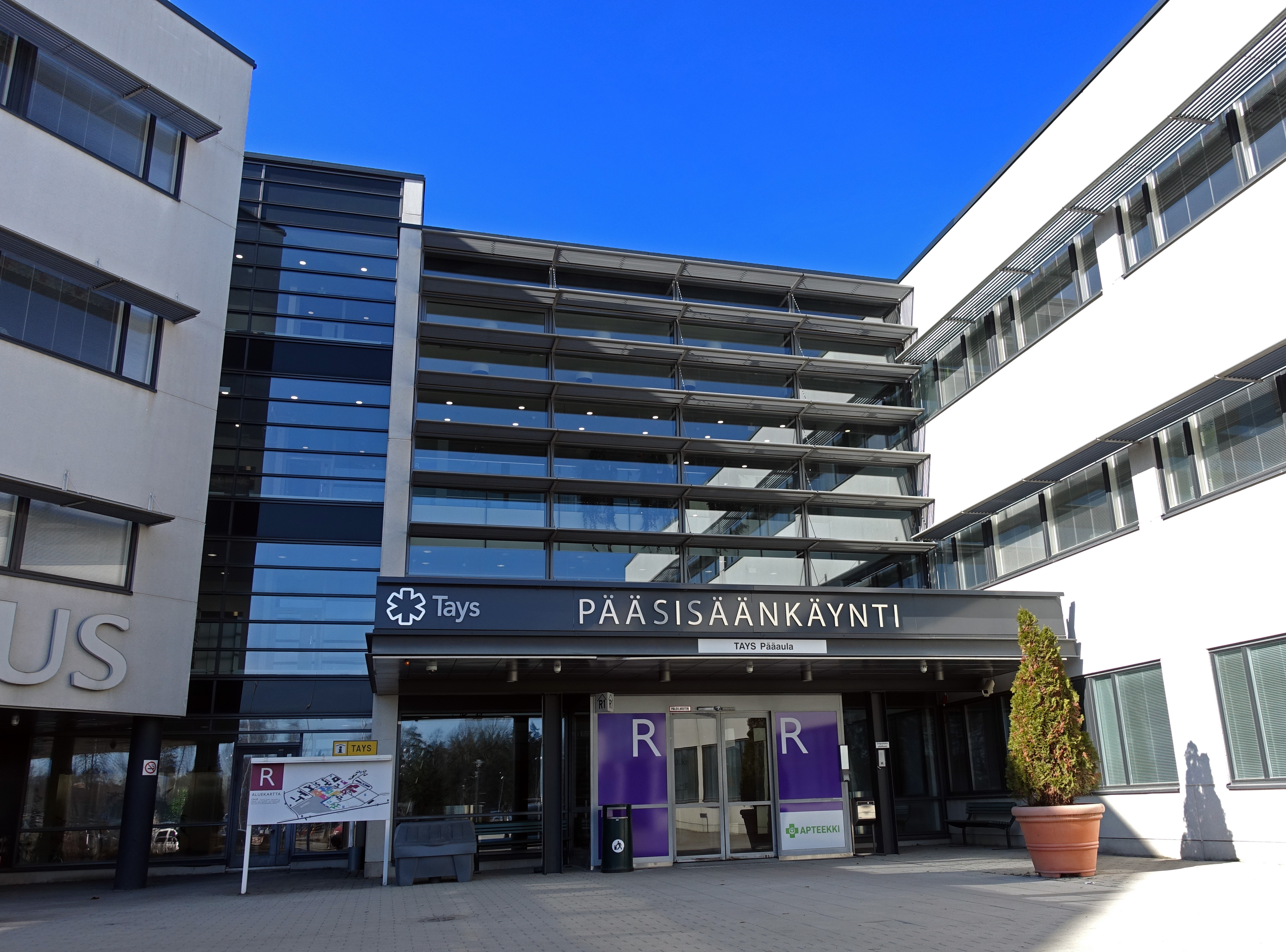
Entrée de l'hôpital universitaire.
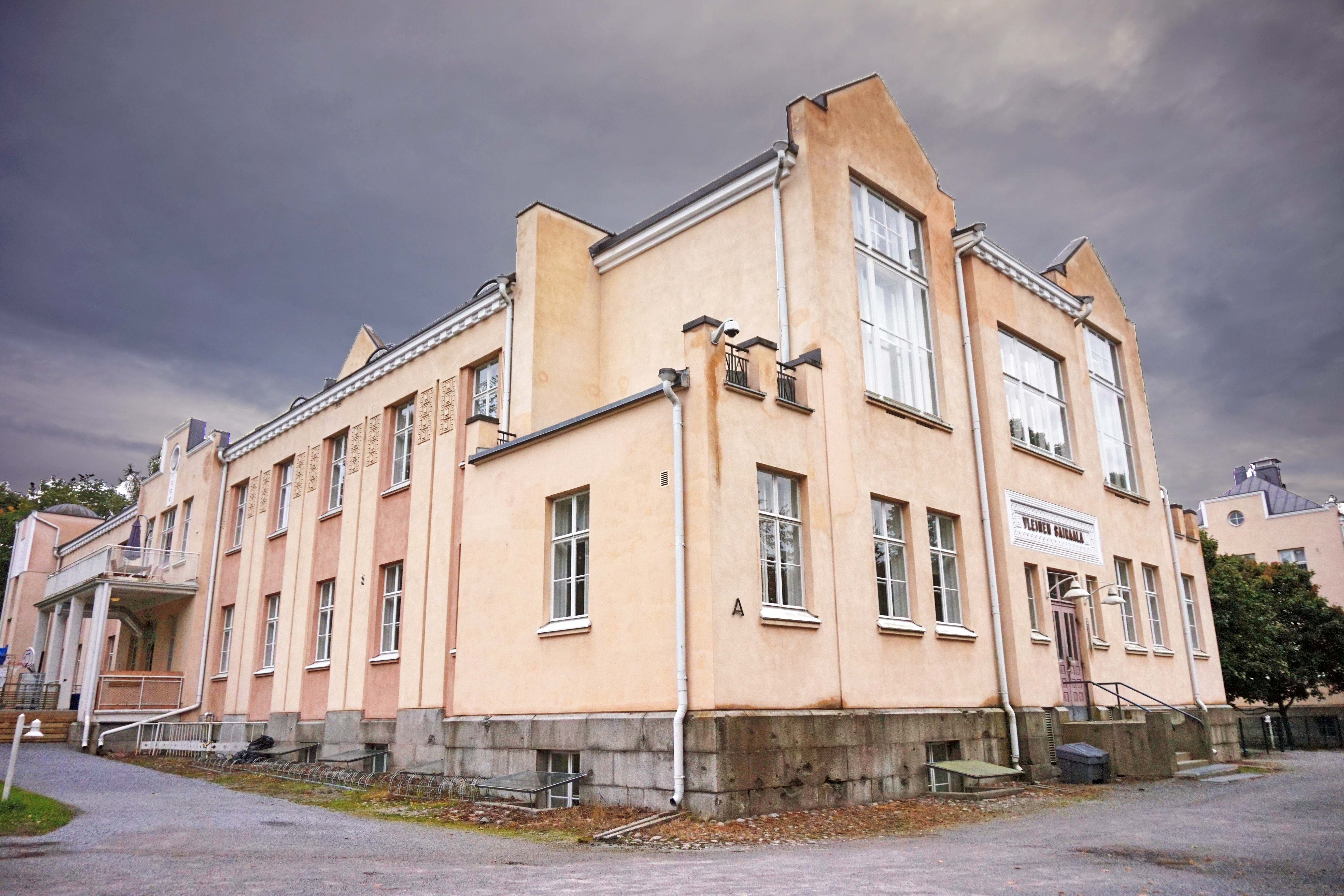
L'hôpital général.